# كوين داردن
كوين داردن هو لاعب كرة قدم بلجيكي في مركز نصف الجناح، ولد في 8 مارس 1982 في تونغرين في بلجيكا. شارك مع منتخب بلجيكا تحت 21 سنة لكرة القدم ومنتخب بلجيكا لكرة القدم. أما مع النوادي، فقد لعب مع ستاندارد لييج وكلوب بروج ونادي جينك ونادي سينت ترويدن.

## وصلات خارجية
- كوين داردن على موقع الاتحاد البلجيكي (الإنجليزية)
- كوين داردن على موقع قاعدة بيانات كرة القدم.إي يو (الإنجليزية)
- كوين داردن على موقع ناشيونال فوتبول تيمز (الإنجليزية)
- كوين داردن على موقع Soccerway.com (الإنجليزية)
- كوين داردن على موقع عالم كرة القدم.نت (الإنجليزية)